# Понтнув (гміна)
Гміна Понтнув (пол. Gmina Pątnów) — сільська гміна у центральній Польщі. Належить до Велюнського повіту Лодзинського воєводства.
Станом на 31 грудня 2011 у гміні проживало 6547 осіб.

## Площа
Згідно з даними за 2007 рік площа гміни становила 114.30 км², у тому числі:
- орні землі: 60.00%
- ліси: 34.00%

Таким чином, площа гміни становить 12.32% площі повіту.

## Населення
Станом на 31 грудня 2011:
| Опис     | Загалом | Загалом | Чоловіки | Чоловіки | Жінки | Жінки |
| -------- | ------- | ------- | -------- | -------- | ----- | ----- |
| одиниця  | осіб    | %       | осіб     | %        | осіб  | %     |
| все      | 6547    | 100     | 3213     | 49.08    | 3334  | 50.92 |
| міське   | 0       | 100     | 0        |          | 0     |       |
| сільське | 6547    | 100     | 3213     | 49.08    | 3334  | 50.92 |

## Сусідні гміни
Гміна Понтнув межує з такими гмінами: Велюнь, Вешхляс, Дзялошин, Ліпе, Мокрсько, Прашка, Рудники.